# Stefania Casini
Stefania Casini (Villa di Chiavenna, 4 de septiembre de 1948) es una actriz, guionista, directora y productora italiana, reconocida principalmente por su participación en las películas Suspiria y Lontano da Dove. Por su participación en esta última película recibió dos nominaciones a los Premios David di Donatello.

## Filmografía seleccionada

### Cine y televisión
| Año  | Título                                  | Papel             | Notas      |
| ---- | --------------------------------------- | ----------------- | ---------- |
| 1970 | A Pocketful of Chestnuts                | Carla Lotito      |            |
| 1974 | Emergency Squad                         | Marta Hayworth    |            |
| 1974 | Blood for Dracula                       | Rubinia           |            |
| 1975 | The Climber                             | Luciana           |            |
| 1975 | The Big Delirium                        | Sonia             |            |
| 1976 | Luna di miele in tre                    | Graziella Luraghi |            |
| 1976 | Novecento                               | Neve, epiléptica  |            |
| 1977 | Andy Warhol's Bad                       | P.G.              |            |
| 1977 | Suspiria                                | Sara              |            |
| 1977 | Maschio latino cercasi                  | Anna              |            |
| 1978 | The Bloodstained Shadow                 | Sandra Sellani    |            |
| 1978 | How to Lose a Wife and Find a Lover     | Marisa            |            |
| 1978 | Bye Bye Monkey                          | Actriz feminista  |            |
| 1983 | Lontano da dove                         | Desideria         |            |
| 1987 | The Belly of an Architect               | Flavia Speckler   |            |
| 1988 | Donna                                   | Annamaria         | Televisión |
| 1992 | Maledetto il giorno che t'ho incontrato | Clari             |            |